# Comuna Hraboveț, Nemîriv
Hraboveț (în ucraineană Грабовець) este o comună în raionul Nemîriv, regiunea Vinnița, Ucraina, formată din satele Hraboveț (reședința), Hranitne și Sorokodubî.

## Demografie
Componența lingvistică a satului Hraboveț
     Ucraineană (95,77%)
     Rusă (2,25%)
     Română (1,27%)
Conform recensământului din 2001, majoritatea populației satului Hraboveț era vorbitoare de ucraineană (95,77%), existând în minoritate și vorbitori de rusă (2,25%) și română (1,27%).